# 荒木由美子
荒木 由美子（あらき ゆみこ、1960年1月25日 - ）は、日本の歌手、女優、タレント。本名は桜井 由美子。堀越高等学校卒業。愛称は「由美ちゃん」。身長153cm。血液型はB型。夫は歌手の湯原昌幸。湯原との間に息子が1人いる。所属事務所はハブ・マーシー。

## 来歴・人物
佐賀県神埼郡神埼町（現・神埼市）出身。16歳まで地元で育ち、神埼中学校時代はバスケットボールの選手だった。1976年（昭和51年）、『第1回ホリプロタレントスカウトキャラバン』にて、小川順子の「過ち」を歌い審査員特別賞を受賞（グランプリは榊原郁恵）。
翌1977年6月10日、キャニオンレコード（現・ポニーキャニオン）からアイドル歌手としてデビューした。デビュー曲は『渚でクロス』（オリコン最高56位、4.4万枚のセールスを記録）。同年デビューの女性歌手で、当時「フレッシュ3人娘」と呼ばれた榊原郁恵・清水由貴子・高田みづえらと共に、各音楽賞の新人賞を獲得した。他の同期デビュー歌手では大場久美子、香坂みゆき、狩人、川崎麻世、清水健太郎、太川陽介などがいる。
その後女優・タレント業に転じる。特に、1979年より放送された自身主演ドラマ『燃えろアタック』（テレビ朝日系列）で人気を博す。（2013年に傑作選Vol.1~Vol.3として、全71話のうち36話がDVD化)のちに中国でも『燃えろアタック』が『排球女将』というドラマ名で放送され、視聴率80%以上を記録する大ヒットとなった。1979年、年鑑女性アイドルのマルベル堂でのブロマイド売り上げ、第5位を記録した。
1983年に歌手・タレントで13歳年上の湯原昌幸と結婚、芸能界を一時引退（なお主婦業専念時も、夫の湯原と共に洗剤のテレビCMなどに出演していた）。しかし、結婚後わずか2週間で倒れた義母を20年に渡って介護する。その後、自身の介護体験を基に「覚悟の介護」を出版。これを機に2004年から芸能活動に復帰。湯原とは今昔変わらぬ夫婦仲のよさで知られ、旅番組など夫婦でのテレビ番組やCMでも多数共演している。
2007年5月30日、夫の湯原とのデュエット曲『千年の旅人』（湯原のミニアルバム『途中駅~Never Ending Life~』の収録曲）を発表、27年ぶりに歌手活動を再開させた。また同年6月10日、『いつみても波瀾万丈』（日本テレビ）にも湯原と共演。認知症と診断された義母の20年にわたる壮絶な介護生活など、湯原と共に終始涙ながらに想い出を語った。近年、こうした経験を基にした講演活動も精力的に行っている。
2017年12月6日、ソロとして37年ぶりの新曲『私はブランコ』をリリース。同曲はNHK『みんなのうた』の2017年12月～2018年1月期の新曲に選出された。12月7日には、報道関係者向けに新曲を披露。12月17日には、NHKラジオ第1放送の『日曜バラエティー』に初出演し、新曲『私はブランコ』とカップリング曲『ありがとうはエンドレス』をスタジオ観覧者及びラジオリスナー向けて披露し、ソロとしての歌手活動を本格的に再開した。
2018年1月18日には、『私はブランコ』を作曲した小原孝とともに、ソロとしての歌手活動再開後、初めてのライブ&トークショーを開催する。
2021年10月、佐賀県の有田焼とコラボしたティーセット6点を、中国の上海高島屋で販売することが決定した。
2023年6月10日のデビュー記念日に合わせ、Twitter、Instagram、Facebookを開設。
2024年4月よりテレビ東京「なないろ日和!」の金曜日MCに香坂みゆきと共に就任。
九州佐賀国際空港ブランドアンバサダーに2024年3月に就任した。佐賀と上海の直通便が春秋航空で運行されており、現在でも中国で相当な人気を誇ることでの任命となった。

## 出演

### テレビドラマ
- おはなちゃん繁昌記 第2話「旗本借金男」（1978年、テレビ朝日）
- 燃えろアタック（1979年 - 1980年、テレビ朝日）- 中国でも「排球女将」という題名で大ヒット、有名人となる。
- 噂の刑事トミーとマツ（TBS / 大映テレビ）
  - 第34話「海だ、水着だ、ギャル一杯」（1980年）
  - 第50話「トミマツもん絶! 花嫁が消えた」（1980年) - 美沙子
- 銀河テレビ小説 / 太郎の青春（1980年、NHK総合） - 三吉杏子
- ただいま放課後（1980年、フジテレビ） - 松本悠子
- 俺んちものがたり!（1980年、TBS） - 深雪
- 大江戸捜査網 （12ch・三船プロ）
  - 第475話「花吹雪炎に舞う一番纒」（1981年） - おしん
  - 第511話「訴状を託された娘」（1981年） - おあき（おつる、二役）
- 裸の大将放浪記「悪いことをすると虫になるので」（1981年、関西テレビ / フジテレビ） - 姫子
- 玉ねぎむいたら…（1981年、TBS） - 竹田和美
- 春まっしぐら!（1981年、TBS） - 和枝
- 秘密のデカちゃん 第12話「憧れの新婚旅行 そうは問屋が…!」（1981年、TBS / 大映テレビ） - 池田けいこ
- 水戸黄門 第12部 第6話「助さんそっくり千両役者 -郡上八幡-」（1981年10月5日、TBS / C.A.L） - おとせ
- 火曜サスペンス劇場 / 球形の荒野（1981年、日本テレビ / 三船プロ） - 筒井の娘
- 水曜劇場 / 先生は一年生（1981年 - 1982年、日本テレビ） - 井原今日子
- 土曜ワイド劇場 / 京都殺人案内(6)（1982年、朝日放送製作） - 音川洋子
- 遠山の金さん 第1シリーズ 第7話「治した患者を殺す医者!」（1982年、テレビ朝日 / 東映）
- 源九郎旅日記 葵の暴れん坊 第14話「なにわ娘の恋十手」（1982年、テレビ朝日 / 東映） - お葉
- おまかせください オレの女房どの（1982年 - 1983年、フジテレビ） - 有田美智子
- 時代劇スペシャル / 紫頭巾・京洛の大粛清（1982年、フジテレビ） - お民
- 大奥 第14話「京より天女が舞い降りた」～第16話「断崖に立つ女」	（1983年、関西テレビ / フジテレビ） - 矢島局の娘、将軍・家綱の乳兄妹お島
- 月曜ワイド劇場 / 女が会社に居すわる時（1983年、朝日放送）
- 暴れん坊将軍II 第17話「花嫁学校 討入り前夜!」（1983年、テレビ朝日） - ちさ
- 小公女セイラ 第5話「二人だけの修学旅行の夜」（2009年11月14日、TBS） - カイトの母

### 歌番組
- レッツゴーヤング（NHK総合）
- ヤンヤン歌うスタジオ（テレビ東京）
- 夜のヒットスタジオ（フジテレビ）
- 紅白歌のベストテン（日本テレビ）

### バラエティ番組
- なないろ日和！（テレビ東京）-金曜日レギュラーMC （2024年4月-）
- 正解のないクイズ（1979年、フジテレビ）- 高島忠夫と司会を担当。現在夫の湯原昌幸は、当番組のレギュラーパネリスト。
- ザ・テレビ演芸（1981年10月-1983年9月、テレビ朝日）-横山やすしと司会
- スパイスTV どーも☆キニナル!（フジテレビ）
- 駆け込みドクター!運命を変える健康診断（TBS）
- 爆報! THE フライデー（TBS）
- 徹子の部屋（テレビ朝日）
- 主治医が見つかる診療所（テレビ東京）
- 静岡発そこ知り（静岡放送） - 夫婦揃って出演
- ニッポンど真ん中!（JNN系列中部5局） - 夫婦揃って出演
- 虎ノ門市場（テレビ東京）
- クイズ!脳ベルSHOW(BSフジ)

### 教養番組
- 福祉ネットワーク（NHK教育）
- 難問解決!ご近所の底力（NHK総合） - 堀尾正明と共演
- リハビリ・介護を生きる（NHK教育）

### 映画
- 幻の湖　(1982年)
- 海辺の映画館－キネマの玉手箱 (2020年)

### テレビCM
- 花王
  - メリットシャンプー
  - ファミリーフレッシュ（結婚後）
  - ニュービーズ
  - ホーミング レモン
  - トイレクイックル（夫と共演）
- セイコーウオッチ ジョイフル
- 上島珈琲 UCCコーヒー
- 王子ネピア ネピアテンダー
- 日本香堂 「春の彼岸2012」「かたりべ カーネーション」（夫と共演）

### インフォマーシャル
- サントリーウエルネス　ローヤルゼリー＋セサミンE

### 受賞歴
- 第7回銀座音楽祭 熱演賞
- 第10回新宿音楽祭 銅賞
- 第8回日本歌謡大賞連盟放送音楽 新人賞
- FNS歌謡祭音楽大賞 優秀新人賞

## ディスコグラフィ

### シングル
| #                          | 発売日               | A/B面                | タイトル                | 作詞                 | 作曲                 | 編曲                 | 規格品番             |
| キャニオン・レコード       | キャニオン・レコード | キャニオン・レコード | キャニオン・レコード    | キャニオン・レコード | キャニオン・レコード | キャニオン・レコード | キャニオン・レコード |
| -------------------------- | -------------------- | -------------------- | ----------------------- | -------------------- | -------------------- | -------------------- | -------------------- |
| 1                          | 1977年 6月10日       | A面                  | 渚でクロス              | 阿木燿子             | 宇崎竜童             | 馬飼野康二           | C-53                 |
| 1                          | 1977年 6月10日       | B面                  | 季節風                  | 阿木燿子             | 宇崎竜童             | 馬飼野康二           | C-53                 |
| 2                          | 1977年 9月25日       | A面                  | ヴァージン・ロード      | 阿木燿子             | 宇崎竜童             | 矢野立美             | C-70                 |
| 2                          | 1977年 9月25日       | B面                  | つむじ旋風              | 阿木燿子             | 宇崎竜童             | 矢野立美             | C-70                 |
| 3                          | 1978年 1月25日       | A面                  | フラストレーション      | 岡田冨美子           | 平尾昌晃             | 若草恵               | C-82                 |
| 3                          | 1978年 1月25日       | B面                  | UNHAPPY END             | 岡田冨美子           | 平尾昌晃             | 萩田光雄             | C-82                 |
| 4                          | 1978年 5月10日       | A面                  | うつら・うつら          | 笠間ジュン           | 佐々木勉             | 若草恵               | C-94                 |
| 4                          | 1978年 5月10日       | B面                  | 夏はすぐそこ            | 笠間ジュン           | 佐々木勉             | 若草恵               | C-94                 |
| 5                          | 1978年 8月10日       | A面                  | 横須賀レイニー・ブルー  | 竜真知子             | 佐瀬寿一             | 萩田光雄             | C-109                |
| 5                          | 1978年 8月10日       | B面                  | 裏切りの予感            | うさみかつみ         | 萩田光雄             | 萩田光雄             | C-109                |
| 6                          | 1978年 12月21日      | A面                  | 魔術師の小夜曲          | 椿健太郎             | 佐瀬寿一             | 船山基紀             | C-125                |
| 6                          | 1978年 12月21日      | B面                  | 忘れない                | 竜真知子             | 佐瀬寿一             | 萩田光雄             | C-125                |
| 7                          | 1979年 3月21日       | A面                  | ミステリアス チャイルド | 阿木燿子             | 宇崎竜童             | 萩田光雄             | C-131                |
| 7                          | 1979年 3月21日       | B面                  | 春の妖精                | 阿木燿子             | 宇崎竜童             | 萩田光雄             | C-131                |
| 8                          | 1979年 6月21日       | A面                  | グッド・バイ・ジゴロ    | 阿木燿子             | 宇崎竜童             | 萩田光雄             | C-141                |
| 8                          | 1979年 6月21日       | B面                  | 人魚の赤いくつ          | 阿木燿子             | 宇崎竜童             | 萩田光雄             | C-141                |
| 9                          | 1979年 9月21日       | A面                  | Lの悲劇                 | 阿木燿子             | 宇崎竜童             | 萩田光雄             | C-151                |
| 9                          | 1979年 9月21日       | B面                  | ダンシング・パートナー  | 阿木燿子             | 宇崎竜童             | 萩田光雄             | C-151                |
| 10                         | 1980年 3月5日        | A面                  | 愛しかないのに          | 門谷憲二             | 川口真               | 萩田光雄             | C-169                |
| 10                         | 1980年 3月5日        | B面                  | 花吹雪                  | 小林和子             | 萩田光雄             | 萩田光雄             | C-169                |
| テイチクエンタテインメント |                      |                      |                         |                      |                      |                      |                      |
| 11                         | 2017年 12月6日       | 01                   | 私はブランコ            | もりちよこ           | 小原孝               | 奥慶一               | TECA-13807           |
| 11                         | 2017年 12月6日       | 02                   | ありがとうはエンドレス  | もりちよこ           | 伊藤薫               | 鈴木豪               | TECA-13807           |

### ベスト・アルバム
1. プレイバック・シリーズ 荒木由美子（1987年11月21日）
2. Myこれ!クション 荒木由美子ベスト（2002年2月20日）
3. Myこれ!Lite　荒木由美子（2010年5月19日）

### その他の楽曲
湯原昌幸とのデュエット
- 千年の旅人（湯原昌幸ミニアルバム『途中駅〜Never Ending Life〜』（2007年5月30日）収録）　作詞：もりちよこ　作曲：安岡洋一郎
- 黄昏の天使たち（湯原昌幸シングル「Love comedy （ラブコメ）ららばい」（湯原昌幸 & The Swing West、2010年8月25日）収録）　作詞:荒木とよひさ 作曲：堀内孝雄
- Fu.Ta.Ri (湯原昌幸シングル「たそがれロマン」のカップリング曲 / 2024年3月6日)

### タイアップ曲
| 年     | 楽曲     | タイアップ                                       |
| ------ | -------- | ------------------------------------------------ |
| 1979年 | 春の妖精 | テレビ朝日系テレビドラマ「燃えろアタック」挿入歌 |

## 著書
- 『覚悟の介護―介護20年 愛と感動の家族物語』 ぶんか社、2004年 ISBN 4821108674
- 『夫婦力 22章』 バジリコ、2009年
- 『介護のミ・カ・タ。　経験から学んだ「介護十箇条」』　文芸社文庫、2015年